# خوسيه مارتينيز (لاعب كرة قاعدة دومينيكاوي)
خوسيه مارتينيز (بالإنجليزية: José Martínez)‏ هو لاعب كرة قاعدة دومينيكاوي، ولد في 1 أبريل 1971 في Guayubín ‏ في جمهورية الدومينيكان.

## وصلات خارجية
- خوسيه مارتينيز على موقعبيزبول رفرنس.كوم (الدوري الرئيسي) (الإنجليزية)
- خوسيه مارتينيز على موقعبيزبول رفرنس.كوم (الدوري الثانوي) (الإنجليزية)